# Shirley Jackson
Shirley Hardie Jackson amerikai írónő, aki elsősorban horror- és rejtélyes műveiről ismert. Írói pályafutása több mint két évtizedet ölelt fel, ezalatt hat regényt, két memoárt és több mint 200 novellát írt.
A kaliforniai San Franciscóban született Jackson a New York-i Syracuse Egyetemre járt, ahol részt vett az egyetem irodalmi folyóiratának munkájában, és megismerkedett későbbi férjével, Stanley Edgar Hymannel. A diploma megszerzése után a házaspár New Yorkba költözött, és a The New Yorker című lapnak kezdtek el írni, Jackson mint szépirodalmi író, Hyman pedig a „Talk of the Town” munkatársa volt. A házaspár 1945-ben, első gyermekük születése után a vermonti North Benningtonban telepedett le, amikor Hyman a Bennington College tanára lett.
Miután megjelentette The Road Through the Wall című debütáló regényét (Út a falon át, 1948), amely félig önéletrajzi ihletésű beszámolója kaliforniai gyermekkoráról, Jackson jelentős közfigyelmet kapott „The Lottery” (A lottó) című novellájával, amely egy bukolikus amerikai falu baljós árnyoldalait mutatja be. Az 1950-es években továbbra is számos novellát publikált irodalmi folyóiratokban és magazinokban, amelyek közül néhányat összegyűjtött és újra kiadott az 1953-as Life Among the Savages (Élet a vadak között) című memoárjában. 1959-ben jelent meg a The Haunting of Hill House (Hill House szelleme) című természetfeletti horrorregénye, amelyet széles körben a valaha írt egyik legjobb kísértettörténetként tartanak számon. 1962-ben Jackson utolsó műve, a We Have Always Lived in the Castle (Mindig is a kastélyban éltünk) című regénye egy gótikus fikció, amelyet mesterművének neveztek.
Az 1960-as évekre Jackson egészségi állapota jelentősen romlani kezdett, és végül 1965-ben, 48 éves korában szívbetegség miatt meghalt.

## Fiatalkora
Jackson 1916. december 14-én született a kaliforniai San Franciscóban, Leslie Jackson és felesége, Geraldine (született Bugby) gyermekeként.
A kaliforniai Burlingame-ben, San Francisco jómódú külvárosában nőtt fel, ahol a családja egy kétszintes házban lakott, a Forest View Road 1609. szám alatt. Édesanyjával feszült volt a kapcsolata, mivel a szülei fiatalon házasodtak, és Geraldine csalódott volt, amikor azonnal teherbe esett Shirleyvel, mivel már nagyon várta, hogy „együtt tölthesse az időt a daliás férjével”. Jackson gyakran nem tudott beilleszkedni a többi gyerek közé, és ideje nagy részét írással töltötte, anyja legnagyobb bánatára. Geraldine meg sem próbálta leplezni a fia, Barry iránti kivételezését, aki azzal magyarázta anyja Shirleyvel szembeni ellenszenvét, hogy „[Geraldine] egyszerűen egy mélyen konvencionális nő volt, akit elborzasztott a gondolat, hogy a lánya nem lesz mélyen konvencionális”. Amikor Shirley tizenéves volt, súlya ingadozott, ami önbizalomhiányt eredményezett, amivel egész életében küszködött.
A Burlingame High School-ba járt, ahol hegedült az iskolai zenekarban. A középiskola utolsó évében a Jackson család a New York állambeli Rochesterbe költözött, majd a Brighton High School-ba járt, ahol 1934-ben végzett. Ezután a közeli Rochesteri Egyetemre járt, ahol szülei úgy érezték, hogy fenn tudják tartani a felügyeletet a tanulmányai felett. Jackson elégedetlen volt az ottani óráin, és egy évig szüneteltette tanulmányait, mielőtt átjelentkezett a Syracuse Egyetemre, ahol kreatívan és társadalmilag egyaránt virágzott. Itt szerezte meg újságírói diplomáját. A Syracuse egyetemi hallgatójaként Jackson részt vett az egyetemi irodalmi magazin munkájában, és ezen keresztül ismerkedett meg későbbi férjével, Stanley Edgar Hymannel, aki később neves irodalomkritikus lett. A Syracuse-i egyetemi tanulmányai alatt az egyetem irodalmi magazinja közölte Jackson első novelláját, a „Janice” címűt, amely egy tinédzser öngyilkossági kísérletéről szólt.

## Származás
Jackson angol felmenőkkel rendelkezett, édesanyja, Geraldine pedig az amerikai függetlenségi háború hősére, Nathanael Greene tábornokra vezette vissza családi örökségét. Anyai dédapja, John Stephenson neves ügyvéd volt San Franciscóban – később az alaszkai Legfelsőbb Bíróság bírája –, míg dédapja Samuel Charles Bugbee építész volt, akinek munkái között szerepeltek Leland Stanford és Charles Crocker otthonai, valamint a mendocinoi presbiteriánus templom. Jackson azt mondta:
A nagyapám építész volt, és az apja, és az ő apja. Az egyikük csak milliomosoknak épített házakat Kaliforniában, és onnan származott a családi vagyon, az egyikük pedig biztos volt benne, hogy San Francisco homokdűnéin is lehet házakat építeni, és oda ment a családi vagyon.
Jackson anyai nagymamája, becenevén „Mimi”, a Keresztény Tudományt gyakorolta, és nyugdíjazása után is folytatta a spirituális gyógyítást a családtagokon. Jackson ismert arról, hogy kritikusan értékelte az ilyen próbálkozásokat, és elmesélte, hogy Mimi egyszer azt állította, hogy eltörte a lábát, és egy éjszaka alatt imával meggyógyította, pedig valójában csak a bokáját rándította ki. Amikor Mimi meghalt, Jackson azt mondta a lányának, hogy „a keresztény tudománynak halt meg”. Bár úgy vélte, hogy a vallás könnyen válhat a károkozás eszközévé, a gyermekkorából származó vallási hatások egyértelműen megjelennek Jackson írásaiban, amelyekben a misztika, a mentális erő és a boszorkányság témái szerepelnek.

## Házasság
A diploma megszerzése után Jackson és Hyman 1940-ben összeházasodtak, és rövid ideig New Yorkban és a connecticuti Westportban éltek, végül a vermonti North Benningtonban telepedtek le, ahol Hyman a Bennington College oktatójaként dolgozott. Akkor kezdett anyagot írni, amikor Hyman kritikussá lett. Jackson és Hyman színes, nagylelkű házigazdaként volt ismert, akik irodalmi tehetségekkel vették körül magukat, köztük Ralph Ellisonnal. Mindketten lelkes olvasók voltak, akiknek személyes könyvtárát 25 000 könyvre becsülték. Négy gyermekük született: Laurence (Laurie), Joanne (Jannie), Sarah (Sally) és Barry, akik később anyjuk novelláiban önmaguk kitalált változataként saját irodalmi hírnevüket szerezték. Egy olyan korban, amikor a nőket nem bátorították arra, hogy az otthonon kívül dolgozzanak, Jackson lett a fő kenyérkereső, miközben a gyermekeket is nevelte. „Keményen dolgozott” – mondta fia, Laurence. „Mindig írt, vagy az íráson gondolkodott, és ő intézte a bevásárlást és a főzést is. Az ételek mindig időben érkeztek. De szeretett nevetni és vicceket mesélni is. Nagyon életvidám volt.” A szellemességére példaként számos humoros karikatúráját említi az olvasóknak, amelyek közül az egyik egy férjet ábrázol, aki figyelmezteti a feleségét, hogy terhessége alatt ne cipeljen nehéz dolgokat, de nem ajánlja fel a segítségét.
Jackson életrajzírói szerint házasságát Hyman hűtlenségei, különösen a diákjaival való félrelépései gyötörték, és a nő vonakodva fogadta el a férfi javaslatát, hogy tartson fenn egy nyitott kapcsolatot. Hyman a pénzügyeiket is ellenőrizte (a nő jövedelmének egy részét úgy osztotta ki neki, ahogyan ő jónak látta), annak ellenére, hogy a „The Lottery” sikere és későbbi munkái után a nő sokkal többet keresett, mint ő maga.

## Írói karrier

### „The Lottery” és a korai kiadványok
1948-ban Jackson kiadta debütáló, The Road Through the Wall című regényét (Út a falon át), amely félig önéletrajzi ihletésű beszámolót közöl az 1920-as években a kaliforniai Burlingame-ben felnőtt gyermekkoráról. Jackson leghíresebb története, a „The Lottery”, amely először 1948. június 26-án jelent meg a The New Yorker című lapban, megalapozta a horror mese mestereként való hírnevét. A történet több mint 300 olvasói levelet váltott ki, sokan közülük felháborodtak azon, hogy az emberi természet egy sötét oldalát idézi meg, amelyet – ahogy Jackson fogalmazott – „zavarodottság, spekuláció és régimódi gyalázkodás” jellemzett. A San Francisco Chronicle 1948. július 22-i számában Jackson a következőket nyilatkozta válaszul az olvasók kitartó kérdéseire a szándékairól: „Nagyon nehéz megmagyarázni, hogy mit is akartam ezzel a történettel mondani. Azt hiszem, azt reméltem, hogy azzal, hogy egy különösen brutális ősi rítust a jelenbe és a saját falumba helyezek, a történet olvasóit a saját életükben tapasztalható értelmetlen erőszak és általános embertelenség szemléletes dramatizálásával sokkolhatom”.
A történet kritikai visszhangja egyértelműen pozitív volt; a történet hamarosan az antológiák standard darabjává vált, 1952-ben pedig televíziós adaptáció is készült belőle. 1949-ben a „The Lottery” Jackson The Lottery and Other Stories című novelláskötetében jelent meg.
Jackson második regénye, a Hangsaman (1951) hasonló elemeket tartalmazott, mint a Bennington College 18 éves másodéves hallgatójának, Paula Jean Weldennek 1946. december 1-jén történt rejtélyes eltűnése. Ez az esemény, amely a mai napig megoldatlan, a dél-vermonti Bennington közelében lévő Glastenbury-hegy erdős vadonjában történt, ahol Jackson és családja akkoriban élt. A Hangsaman című regényben ábrázolt fiktív főiskola részben Jackson Bennington College-ban szerzett tapasztalatain alapul, amint azt a Kongresszusi Könyvtárban található Jackson iratai is jelzik. Az esemény ihlette a „The Missing Girl”, „Eltűnt lány” című novelláját is (először 1957-ben jelent meg a The Magazine of Fantasy and Science Fiction-ben, majd posztumusz a Just an Ordinary Day [1996] című kötetben).
A következő évben kiadta a Life Among the Savages című, félig önéletrajzi jellegű novellagyűjteményt, amely a saját és négy gyermeke életén alapult, és amelyből sok már korábban megjelent olyan népszerű magazinokban, mint a Good Housekeeping, a Woman's Day és a Collier's. Ezek a művek a házasságának és a négy gyermek felnevelésének félig fiktív változatai, és olyan „élethű, vicces háziasszonyi történetek”, mint amilyeneket később olyan írók, mint Jean Kerr és Erma Bombeck népszerűsítettek az 1950-es és 1960-as években.
Jackson vonakodva beszélt munkásságáról a nyilvánosság előtt, Stanley J. Kunitz és Howard Haycraft Twentieth Century Authors (1955) című könyvében azt írta:
Nagyon nem szeretek magamról vagy a munkámról írni, és amikor önéletrajzi anyagot kérek, csak egy puszta kronológiai vázlatot tudok adni, amely természetesen nem tartalmaz releváns tényeket. San Franciscóban születtem 1919-ben [sic], és korai életem nagy részét Kaliforniában töltöttem. 1940-ben mentem férjhez Stanley Edgar Hymanhoz, kritikushoz és numizmatikushoz, és Vermontban élünk, egy csendes vidéki közösségben, szép tájakkal, kényelmesen távol a városi élettől. Fő exportcikkeink a könyvek és a gyerekek, mindkettőből bőségesen termelünk. A gyerekek Laurence, Joanne, Sarah és Barry: a könyveim között három regény, The Road Through the Wall, Hangsaman, The Bird's Nest és egy novellagyűjtemény, The Lottery. Life Among the Savages között a gyermekeim tiszteletlen emlékirata.
„A személyiség, amelyet Jackson a világ elé tárt, erőteljes, szellemes, sőt, impozáns volt” - írta Zoë Heller a The New Yorkerben. „Éles és agresszív tudott lenni a Bennington-i lányokkal, az eladókkal és azokkal az emberekkel, akik megzavarták az írását. Levelei tele vannak fanyarul vicces megfigyelésekkel. Leírva a The New Yorker olvasóinak zavart reakcióját a 'The Lottery'-re, megjegyzi: »Meglepő, hogy hányan várták, hogy Mrs. Hutchinson a végén egy Bendix mosógépet nyer.«”.

### The Haunting of Hill Houseés más művek
1954-ben Jackson kiadta The Bird's Nest (A madárfészek, 1954) című művét, amely egy többszörös személyiségű nőt és a pszichiáterével való kapcsolatát részletezi. Jackson egyik kiadója, Roger Straus „tökéletes regénynek” tartotta a regényt, de a kiadó pszichológiai horrorisztikus történetként forgalmazta, ami nem tetszett neki. A következő regénye, The Sundial (A napóra) négy évvel később jelent meg, és egy gazdag különc családról szólt, akik azt hiszik, hogy kiválasztottak arra, hogy túléljék a világvégét. Később két memoárt is kiadott: Life Among the Savages (Élet a vadak között) és Raising Demons (Démonok nevelése).
Jackson ötödik regénye, a The Haunting of Hill House (1959) egy olyan csoportról szól, akik egy állítólag kísértetjárta kúriában paranormális kutatásban vesznek részt. A regény, amely a természetfeletti jelenségeket a pszichológiával ötvözi, a későbbiekben a kísértetházas történet kritikusok által nagyra becsült példájává vált, Joanne Harris szerint „nemcsak a valaha írt legjobb kísértetházas történet, hanem a horrorfikció ingénue-metafórának csendes felforgatása is, amely Sartre Huis clos című művére utal, a mérgező 'menage a trois'-ra” Stephen King pedig a huszadik század egyik legfontosabb horrorregényének nevezte. Ugyancsak 1959-ben Jackson kiadta a Jancsi és Juliska alapján készült The Bad Children című egyfelvonásos gyermekmusicalt.

### Egészségi állapotának romlása és halála
A The Haunting of Hill House megjelenésének idejére Jackson számos egészségügyi problémával küzdött. Erős dohányos volt, aminek következtében krónikus asztma alakult ki nála. Emellett ízületi fájdalmaktól, kimerültségtől és ájuláshoz vezető szédüléstől szenvedett, amit szívproblémának tulajdonítottak. Élete vége felé Jackson pszichiáterhez is járt súlyos szorongása miatt, ami miatt hosszabb időre a házhoz kötötte, és ezt a problémát súlyosbította a vastagbélgyulladás diagnózisa, ami fizikailag megnehezítette, hogy még rövid távolságokat is megtehessen otthonától. Szorongásának és agorafóbiájának enyhítésére az orvos barbiturátokat írt fel, amelyeket abban az időben biztonságos, ártalmatlan gyógyszernek tekintettek. Sok éven át rendszeresen felírt neki amfetaminokat is a fogyás érdekében, ami akaratlanul is súlyosbíthatta a szorongását, ami a vényköteles gyógyszerekkel való visszaélés ciklusához vezetett, amikor a két gyógyszert egymás hatásainak ellensúlyozására használták. E tényezők bármelyike, vagy ezek kombinációja hozzájárulhatott egészségi állapota romlásához. Jackson bevallotta barátainak, hogy úgy érezte, lekezelően bánnak vele, mint „tanszéki feleséggel”, és Észak-Bennington lakói kiközösítették. A helyzettel szembeni ellenszenve ahhoz vezetett, hogy a nyugtatók és amfetaminok mellett egyre gyakrabban élt vissza alkohollal is.
Megromlott egészségi állapota ellenére Jackson az 1960-as években is folytatta az írást, és több művét is kiadta, köztük utolsó regényét, a We Have Always Lived in the Castle (Mindig is a kastélyban éltünk, 1962) című gótikus mystery-regényt. A Time magazin az 1962-es év „tíz legjobb regénye” közé választotta. A következő évben jelent meg a Nine Magic Wishes (Kilenc varázskívánság), egy illusztrált gyermekregény, amely egy gyermekről szól, aki találkozik egy varázslóval, aki számos varázslatos kívánságot teljesít neki. Betegségének pszichológiai aspektusai jól reagáltak a terápiára, és 1964-ben kezdte újra normális tevékenységét, többek között előadásokat tartott írói konferenciákon, és tervezte új regényét, a Come Along with Me-t (Gyere velem), amely jelentősen eltért korábbi műveinek stílusától és témájától.
Jackson 1965-ben, 48 éves korában, észak-benningtoni otthonában álmában halt meg. Halálát érelmeszesedés vagy szívmegállás okozta koszorúér-elzáródásnak tulajdonították. Kívánságának megfelelően elhamvasztották.

### Posztumusz kiadványok
1968-ban Jackson férje kiadta munkásságának posztumusz kötetét, a Come Along with Me-t, amely tartalmazza befejezetlen utolsó regényét, valamint 14 korábban nem gyűjtött novellát (köztük a „Louisa, Please Come Home” címűt) és három előadást, amelyeket főiskolákon vagy írói konferenciákon tartott utolsó éveiben.
1996-ban Jackson háza mögött egy pajtában találtak egy ládányi kiadatlan történetet. Ezekből a történetekből, valamint különböző magazinokból származó, korábban össze nem gyűjtött történetekből válogattak, és 1996-ban megjelentek a Just an Ordinary Day című kötetben. A cím a The Magazine of Fantasy & Science Fiction számára írt egyik novellájából, a „One Ordinary Day, with Peanuts” címűből származik.
Jackson iratai a Kongresszusi Könyvtárban találhatók. A The New Yorker 2013. augusztus 5-i számában jelent meg a „Paranoia” című írás, amelyet a magazin szerint a könyvtárban fedeztek fel. 2015-ben jelent meg a Let Me Tell You, Jackson (többnyire kiadatlan) történeteinek és esszéinek gyűjteménye.
2020 decemberében jelent meg először a The Strand Magazine-ban az „Adventure on a Bad Night” (Kaland egy rossz éjszakán) című novellája.

## Adaptációk
- A „The Lottery”-t rádió, televízió, színház és film (háromszor) is feldolgozták, nevezetesen 1969-ben Larry Yust(wd) rövidfilmként, amelyet az Encyclopædia Britannica Films(wd) számára készített.[84] Az Akadémiai Filmarchívum Yust rövidfilmjét „minden idők két legkelendőbb oktatófilmjének egyikeként” említette.
- Eleanor Parker szerepelt Hugo Haas(wd) Lizzie című filmjében (1957), amely a The Bird's Nest alapján készült, és amelynek szereplőgárdájában Richard Boone(wd), Joan Blondell(wd) és Marion Ross is szerepelt.[86]
- 1963-ban Nelson Gidding(wd) forgatókönyvíró a The Haunting of Hill House forgatókönyvét dolgozta át a The Haunting című filmhez, Julie Harris és Claire Bloom főszereplésével, Robert Wise rendezésében.[87]
- Jackson 1962-es, We Have Always Lived in the Castle című regényét Hugh Wheeler(wd) adaptálta színpadra az 1960-as évek közepén. Garson Kanin(wd) rendezésében, Shirley Knight főszereplésével 1966. október 19-én mutatták be a Broadwayn. A David Merrick(wd) rendezés mindössze kilenc előadás után bezárt az Ethel Barrymore Színházban(wd), de Wheeler darabját regionális színházi társulatok továbbra is műsorra tűzik.
- Joanne Woodward rendezte a Come Along with Me-t (1982), amelyet Jackson befejezetlen regényéből adaptáltak az American Playhouse(wd) egyik epizódjaként, Estelle Parsons(wd) és Sylvia Sidney(wd) főszereplésével.[88][89]
- 1999-ben a The Haunting of Hill House-t másodszor is feldolgozták, a kritikusok által kifogásolt The Haunting című filmet, Jan de Bont rendezésében, Lili Taylor, Liam Neeson és Catherine Zeta-Jones főszereplésével.[90]
- 2010-ben a We Have Always Lived in the Castle-t Adam Bock(wd) és Todd Almond zenés drámává dolgozta át, és 2010. szeptember 17-én mutatták be a Yale Repertory Theatre-ben; a produkciót Anne Kauffman(wd) rendezte.
- A We Have Always Lived in the Castle filmadaptációjának forgatása 2016-ban kezdődött, a bemutatót eredetileg 2017 nyarára tűzték ki, de a premier 2018 szeptemberében volt.[91] A főszerepekben Alexandra Daddario, Crispin Glover(wd), Sebastian Stan és Taissa Farmiga látható. Az executive producer Michael Douglas, társproducer pedig Jackson fia és irodalmi végrehajtója, Laurence Jackson Hyman. Hyman csalódott édesanyja művének korábbi filmváltozataiban, ezért úgy döntött, hogy aktívabb szerepet vállal.[92]
- 2018-ban a Netflix elkészítette a The Haunting of Hill House című tíz epizódos horrorsorozatot, amely Jackson 1959-es, azonos című regénye alapján készült.[93] A sorozatot október 12-én mutatták be.[94]
- 2018-ban a Kennedy/Marshall(wd) a Paramount Pictures révén elkezdte a Jackson „The Lottery” című novelláján alapuló nagyjátékfilm fejlesztését.[95] A forgatókönyvet Jake Wade Wall írja majd.[96]

## Awards and honors
- 1944 – Best American Short Stories 1944: "Come Dance with Me in Ireland"
- 1949 – O. Henry-díj 1949: "The Lottery"[97]
- 1951 – Best American Short Stories 1951: "The Summer People"[98][99][100]
- 1956 – Best American Short Stories 1956: "One Ordinary Day, with Peanuts"
- 1959 – New York Times Book Review's "Best Fiction of 1959" benne: The Haunting of Hill House
- 1960 – National Book Award jelölés: The Haunting of Hill House
- 1961 – Mystery Writers of America Edgar Allan Poe-díj jelölés a legjobb novella kategóriában: "Louisa, Please Come Home"
- 1962 – Time magazin az év „Tíz legjobb regénye” között szerepel a We Have Always Lived in the Castle.
- 1964 – Best American Short Stories 1964: "Birthday Party"
- 1966 – Mystery Writers of America Edgar Allan Poe Award for Best Short Story: "The Possibility of Evil"
- 1966 – New York Times Book Review's "Best Fiction of 1966" includes The Magic of Shirley Jackson
- 1968 – New York Times Book Review's "Best Fiction of 1968" includes Come Along with Me.
- 2006 - Mystery Writers of America Edgar Allan Poe Award nomination for Best Short Story:  "Family Treasures"
- 2007 – A Shirley Jackson-díjat(wd) a pszichológiai feszültség, horror és a sötét fantasztikus irodalomban elért kiemelkedő teljesítményéért alapították.

## Öröksége
2007-ben Jackson hagyatékának engedélyével létrehozták a Shirley Jackson-díjakat. A díjakkal az írónő írói örökségét ismerik el, és a pszichológiai feszültséggel, horrorral és a sötét fantasztikummal foglalkozó irodalomban elért kiemelkedő teljesítményt díjazzák. A díjakat a Readerconon adják át.
Susan Scarf Merrell 2014-ben jelentette meg nagy visszhangot kiváltó, Shirley: A Novel című thrillerét, amely Jacksonról, a férjéről, a hozzájuk költöző fiktív házaspárról és egy eltűnt lányról szól. 2020-ban a regényből játékfilm készült, Shirley címmel, Josephine Decker rendezésében. Elisabeth Moss alakítja Jacksont, Michael Stuhlbarg pedig Stanley Edgar Hymant.
2016-ban Ruth Franklin újságíró által kiadott Shirley Jackson: A Rather Haunted Life című életrajzában Jackson neveltetésének, házasságának és szenvedélybetegségeinek a munkásságára gyakorolt hatását vizsgálja, miközben Jacksont az amerikai irodalom jelentős alakjaként és a háború utáni amerikai szorongások „házi horroron” keresztül történő vizsgálójaként pozicionálja. Franklin életrajza elnyerte a National Book Critics Circle Award for Biography, az Edgar Award for Critical/Biographical Work és a Bram Stoker Award for Best Non-Fiction díjat. Franklin írta az előszót is a 2021-es Shirley Jackson: A Companion című könyvéhez. Ez a gyűjtemény átfogó kritikai foglalkozást nyújt Jackson műveivel, beleértve azokat is, amelyek eddig kevesebb tudományos figyelmet kaptak.
Jackson fogadott otthona, Észak-Bennington legalább 2015 óta azzal tiszteleg öröksége előtt, hogy június 27-én, a „The Lottery” című fiktív történet megtörténtének napján ünnepli a Shirley Jackson-napot.
Jacksont sokféle szerzőre, többek között Neil Gaimanre, Stephen Kingre, Sarah Watersre, Nigel Kneale-re, Claire Fullerre, Joanne Harrisre, és Richard Mathesonra is hatással volt.

### Kritikai értékelés
Lenemaja Friedman Shirley Jackson (Twayne Publishers, 1975) című könyve volt az első megjelent áttekintés Jackson életéről és munkásságáról. Judy Oppenheimer is foglalkozik Shirley Jackson életével és pályafutásával a Private Demons: The Life of Shirley Jackson (Putnam, 1988) című könyvében. S. T. Joshi The Modern Weird Tale (2001) című könyve kritikai esszét közöl Jackson munkásságáról.
Jackson rövid regényeinek átfogó áttekintése Joan Wylie Hall Shirley Jackson: A Study of the Short Fiction című könyve (Twayne Publishers, 1993). Jackson munkásságának egyetlen kritikai bibliográfiája Paul N. Reinsch A Critical Bibliography of Shirley Jackson, American Writer (1919–1965): Reviews, Criticism, Adaptations (1919-1965) című műve (Lewiston, New York: Edwin Mellen Press, 2001). Darryl Hattenhauer szintén átfogó áttekintést nyújt Jackson összes regényéről a Shirley Jackson's American Gothic című könyvében (State University of New York Press, 2003). Bernice Murphy Shirley Jackson: Essays on the Literary Legacy című műve (McFarland & Company, 2005) Jackson munkásságához fűzött kommentárok gyűjteménye. Colin Hains Frightened by a Word: Shirley Jackson & Lesbian Gothic című könyve (2007) Jackson főbb regényeinek leszbikus témáit vizsgálja.
A posztfeminista kritikus, Elaine Showalter szerint Jackson munkássága a huszadik század közepének legfontosabb irodalmi alkotása, amelynek értékét a kritikusok még nem értékelték újra. A The Economist üzleti kiadó által 2009. március 4-én közzétett podcastban Showalter azt is megjegyezte, hogy Joyce Carol Oates szerkesztett egy gyűjteményt Jackson műveiből Shirley Jackson Novels and Stories címmel, amely a Library of America sorozatban jelent meg.
Oates Jackson fikciójáról írta: „Shirley Jackson fikcióját a tündérmesék szeszélye és fatalizmusa jellemzi, és az mardosó, hipnotikus varázslatot kelt.”
Jackson férje azt írta munkásságának egy posztumusz antológiájához írt előszavában, hogy „következetesen elutasította, hogy interjúkat adjon, hogy bármilyen módon magyarázza vagy népszerűsítse munkásságát, vagy hogy nyilvánosan állást foglaljon, és a Sunday magazine punditja (politikai kommentátora) legyen. Úgy vélte, hogy a könyvei az évek során elég világosan beszélnek majd helyette”. Hyman ragaszkodott ahhoz, hogy a Jackson munkáiban található sötét víziók nem „személyes, sőt neurotikus fantáziák” termékei, ahogyan azt néhány kritikus állította, hanem inkább „a hidegháború korszakának érzékeny és hűséges anatómiája”, amelyben Jackson élt, „a koncentrációs táborok és a bombák nyomasztó világának megfelelő szimbólumai”.[a][109] Jackson talán még örömét is lelte művének felforgató hatásában, amint azt Hyman nyilatkozata is jelzi, miszerint „mindig is büszke volt arra, hogy a Dél-afrikai Unió betiltotta a »The Lottery«-t, és úgy érezte, hogy legalább megértették a történetet”. Jackson may even have taken pleasure in the subversive impact of her work, as indicated by Hyman's statement that she "was always proud that the Union of South Africa banned 'The Lottery', and she felt that they at least understood the story".
Az 1980-as években jelentős tudományos érdeklődés mutatkozott Jackson munkássága iránt. Peter Kosenko, egy marxista kritikus, a „The Lottery” gazdasági értelmezését terjesztette elő, amely „a társadalmi rend igazságtalan rétegződésére” összpontosított. Sue Veregge Lape doktori disszertációjában azzal érvelt, hogy a korábbi kritikai figyelem elmaradásában jelentős szerepet játszottak azok a feminista kritikusok, akik nem tekintették Jacksont feministának. Ezzel szemben Jacob Appel azt írta, hogy Jackson „antiregionális író” volt, akinek New England kritikája nem tetszett az amerikai irodalomnak.
2009-ben Harold Bloom kritikus átfogó tanulmányt publikált Jackson munkásságáról, megkérdőjelezve azt az elképzelést, hogy a mű méltó a nyugati kánonba való felvételre; Bloom a „The Lottery”-ről írta: „Elbeszélő művészete a felszínen [marad], és nem tudott egyéni identitásokat ábrázolni. Még a The Lottery is egyszer sebzi meg az embert, és csak egyszer.”.

## Művei

### Regények
- The Road Through the Wall (Farrar, Straus, 1948)
- Hangsaman (Farrar, Straus and Young, 1951)
- The Bird's Nest (Farrar, Straus and Young, 1954)
- The Sundial (Farrar, Straus and Cudahy, 1958)
- The Haunting of Hill House (Viking, 1959)
- We Have Always Lived in the Castle (Viking, 1962)
- Shirley Jackson: Four Novels of the 1940s & 50s, ed. Ruth Franklin (Library of America, 2020)

### Novellák

#### Gyűjtemények
- The Lottery and Other Stories (Farrar, Straus, 1949)
- The Magic of Shirley Jackson (ed. Stanley Edgar Hyman; Farrar, Straus, 1966) Contains eleven short stories, all previously appearing in The Lottery and Other Stories, along with The Bird's Nest, Life Among the Savages, and Raising Demons.[128]
- Come Along with Me: Part of a Novel, Sixteen Stories, and Three Lectures (ed. Stanley Edgar Hyman; Viking, 1968)
- Just an Ordinary Day (ed. Laurence & Sarah Hyman; Bantam, 1996)
- Shirley Jackson: Novels & Stories (ed. Joyce Carol Oates; Library of America, 2010)
- Let Me Tell You: New Stories, Essays, and Other Writings  (ed. Laurence & Sarah Hyman; Random House, 2015)
- Dark Tales (Penguin, 2016) Contains seventeen stories, previously appearing in Come Along with Me, Just an Ordinary Day, and Let Me Tell You, with a preface by Ottessa Moshfegh(wd).[129]

#### Rövid történetek
- "About Two Nice People", Ladies' Home Journal, July 1951
- "Account Closed", Good Housekeeping, April 1950
- "After You, My Dear Alphonse", The New Yorker, January 1943
- "Afternoon in Linen", The New Yorker, September 4, 1943
- "All the Girls Were Dancing", Collier's, November 11, 1950
- "All She Said Was Yes", Vogue, November 1, 1962
- "Alone in a Den of Cubs", Woman's Day, December 1953
- "Aunt Gertrude", Harper's, April 1954
- "The Bakery", Peacock Alley, November 1944
- "The Beautiful Stranger", Come Along with Me (Viking, 1968)
- "Birthday Party", Vogue, January 1, 1963
- "The Box", Woman's Home Companion, November 1952
- "Bulletin", The Magazine of Fantasy and Science Fiction, March 1954
- "The Bus", The Saturday Evening Post, March 27, 1965
- "Call Me Ishmael", Spectre, Fall 1939
- "A Cauliflower in Her Hair", Mademoiselle, December 1944
- "Charles", Mademoiselle, July 1948
- "The Clothespin Dolls", Woman's Day, March 1953
- "Colloquy", The New Yorker, August 5, 1944
- "Come Dance with Me in Ireland", The New Yorker, May 15, 1943
- "Concerning … Tomorrow", Syracusan, March 1939
- "The Daemon Lover ['The Phantom Lover']", Woman's Home Companion, February 1949
- "Daughter, Come Home", Charm, May 1944
- "Day of Glory", Woman's Day, February 1953
- "Dinner for a Gentleman", Shirley Jackson: A Rather Haunted Life, September 2016
- "Don't Tell Daddy", Woman's Home Companion, February 1954
- "Dorothy and My Grandmother and the Sailors", The Lottery and Other Stories (Farrar, Straus, 1949)
- "The Dummy", April 1949
- "Elizabeth", The Lottery and Other Stories (Farrar, Straus, 1949)
- "Every Boy Should Learn to Play the Trumpet", Woman's Home Companion, October 1956
- "Family Magician", Woman's Home Companion, September 1949
- "Family Treasures", Let Me Tell You, (Random House, 2015)
- "A Fine Old Firm", The New Yorker, March 4, 1944
- "The First Car Is the Hardest", Harper's, February 1952
- "Flower Garden", The Lottery and Other Stories (Farrar, Straus, 1949)
- "The Friends", Charm, November 1953
- "The Gift", Charm, December 1944
- "The Good Wife", Just an Ordinary Day (Bantam, 1996)
- "Got a Letter from Jimmy", The Lottery and Other Stories (Farrar, Straus, 1949)
- "A Great Voice Stilled", Playboy, March 1960
- "Had We But World Enough", Spectre, Spring 1940
- "Happy Birthday to Baby", Charm, November 1952
- "Home", Ladies' Home Journal, August 1965
- "The Homecoming", Charm, April 1945
- "The Honeymoon of Mrs Smith", Just an Ordinary Day (Bantam, 1996)
- "The House", Woman's Day, May 1952
- "I Don't Kiss Strangers", Just an Ordinary Day (Bantam, 1996)
- "Indians Live in Tents", Just an Ordinary Day (Bantam, 1996)
- "An International Incident", The New Yorker, September 12, 1943
- "I.O.U"., Just an Ordinary Day (Bantam, 1996)
- "The Island", New Mexico Quarterly Review, 1950, vol. 3
- "It Isn't the Money", The New Yorker, August 25, 1945
- "It's Only a Game", Harper's, May 1956
- "Jack the Ripper", Just an Ordinary Day (Bantam, 1996)
- "Journey with a Lady", Harper's, July 1952
- "Liaison a la Cockroach", Syracusan, April 1939
- "Like Mother Used to Make", The Lottery and Other Stories (Farrar, Straus, 1949)
- "Little Dog Lost", Charm, October 1943
- "A Little Magic", Woman's Home Companion, January 1956
- "Little Old Lady", Mademoiselle, September 1944
- "The Lottery", The New Yorker, June 26, 1948
- "Louisa, Please Come Home", Ladies' Home Journal, May 1960
- "The Lovely House", New World Writing, n.2, 1952
- "The Lovely Night", Collier's, April 8, 1950
- "Lucky to Get Away", Woman's Day, August 1953
- "The Man in the Woods", The New Yorker, April 28, 2014
- "Men with Their Big Shoes", Yale Review, March 1947
- "The Missing Girl", The Magazine of Fantasy and Science Fiction, December 1957
- "Monday Morning", Woman's Home Companion, November 1951
- "The Most Wonderful Thing", Good Housekeeping, June 1952
- "Mother Is a Fortune Hunter", Woman's Home Companion, May 1954
- "Mrs. Melville Makes a Purchase", Charm, October 1951
- "My Friend", Syracusan, December 1938
- "My Life in Cats", Spectre, Summer 1940
- "My Life with R.H. Macy", The New Republic, December 22, 1941
- "My Son and the Bully", Good Housekeeping, October 1949
- "Nice Day for a Baby", Woman's Home Companion, July 1952
- "Night We All Had Grippe", Harper's, January 1952
- "Nothing to Worry About", Charm, July 1953
- "Of Course", The Lottery and Other Stories (Farrar, Straus, 1949)
- "The Omen", The Magazine of Fantasy and Science Fiction, March 1958
- "On the House", The New Yorker, October 30, 1943
- "One Last Chance to Call", McCall's, April 1956
- "One Ordinary Day, With Peanuts", The Magazine of Fantasy and Science Fiction, January 1955
- "The Order of Charlotte's Going", Charm, July 1954
- "Paranoia", The New Yorker, August 5, 2013
- "Pillar of Salt", Mademoiselle, October 1948
- "The Possibility of Evil", The Saturday Evening Post, December 18, 1965
- "Queen of the May", McCall's, April 1955
- "The Renegade", Harper's, November 1949
- "Root of Evil", Fantastic, March–April 1953
- "The Second Mrs. Ellenoy", Reader's Digest, July 1953
- "Seven Types of Ambiguity", Story, 1943
- "Shopping Trip", Woman's Home Companion, June 1953
- "The Smoking Room", Just an Ordinary Day (Bantam, 1996)
- "The Sneaker Crisis", Woman's Day, October 1956
- "So Late on Sunday Morning", Woman's Home Companion, September 1953
- "The Sorcerer's Apprentice", McSweeney's #47, 2014
- "The Story We Used to Tell", Just an Ordinary Day (Bantam, 1996)
- "The Strangers", Collier's, May 10, 1952
- "Strangers in Town", The Saturday Evening Post, May 30, 1959
- "Summer Afternoon", Just an Ordinary Day (Bantam, 1996)
- "The Summer People", Charm, 1950
- "The Third Baby's the Easiest", Harper's, May 1949
- "The Tooth", The Hudson Review, 1949, vol. 1, no. 4
- "Trial by Combat", The New Yorker, December 16, 1944
- "The Very Strange House Next Door", Just an Ordinary Day (Bantam, 1996)
- "The Villager", The American Mercury, August 1944
- "Visions of Sugarplums", Woman's Home Companion, December 1952
- "What a Thought", Just an Ordinary Day (Bantam, 1996)
- "When Things Get Dark", The New Yorker, December 30, 1944
- "Whistler's Grandmother", The New Yorker, May 5, 1945
- "The Wishing Dime", Good Housekeeping, September 1949
- "The Witch", The Lottery and Other Stories (Farrar, Straus, 1949)
- "Worldly Goods", Woman's Day, May 1953
- "Y and I", Syracusan, October 1938
- "Y and I and the Ouija Board", Syracusan, November 1938

### Gyermekkönyvek
- The Witchcraft of Salem Village (Random House, 1956)
- The Bad Children: A Play in One Act for Bad Children (Dramatic Publishing Company, 1958)
- Nine Magic Wishes (Crowell-Collier, 1963)
- Famous Sally (Harlin Quist, 1966)

### Emlékiratok
- Life Among the Savages: An Uneasy Chronicle (Farrar, Straus and Young, 1953)
- Raising Demons (Farrar, Straus and Cudahy, 1957)
- Special Delivery: A Useful Book for Brand-New Mothers (Little, Brown, 1960)

### Magyarul megjelent
- Sóbálvány (elbeszélsek) – Európa, Budapest, 1983 · ISBN 9630732122 · fordította: Csák Gyula, Falvay Mihály, Gönczi Éva, Horváth Krisztina, Molnár Katalin, Pataricza Eszter, Réz Ádám, Ross Károly, Szőllősy Klára
- Hill House szelleme (The Haunting of Hill House) – GABO, Budapest, 2018 · ISBN 9789634067412 · fordította: Bozai Ágota

## Hivatkozott művek
- Bloom, Harold. Shirley Jackson. Infobase Publishing (2009). ISBN 978-1-438-11631-0
- Franklin, Ruth. Shirley Jackson: A Rather Haunted Life. Liveright (2016). ISBN 978-0-871-40313-1
- King, Stephen. Danse Macabre. Everest House, 1981.
- Kittredge, Mary.szerk.: Schweitzer, Darrell: The Other Side of Magic: A Few Remarks About Shirley Jackson, Discovering Modern Horror Fiction. Mercer Island, WA: Starmont House, 3–12. o. (1985)
- Kosenko, Peter. "A Reading of Shirley Jackson's The Lottery Archiválva 2020. augusztus 12-i dátummal a Wayback Machine-ben.. New Orleans Review, vol. 12, no. 1 (Spring 1985), pp. 27–32.
- Kunitz, Stanley. Twentieth Century Authors: A Biographical Dictionary of Modern Literature. H. W. Wilson (1973). ISBN 978-0-824-20049-7
- Shirley Jackson: Essays on the Literary Legacy (angol nyelven). McFarland & Company (2005. október 5.). ISBN 978-0-7864-2312-5
  -  Shirley Jackson and Stephen King, Shirley Jackson: Essays on the Literary Legacy (angol nyelven). McFarland & Company, 214–236. o. (2005. október 5.). ISBN 978-0-7864-2312-5
  - Murphy, Bernice M.. 'Do You Know Who I Am?': Reconsidering Shirley Jackson, Shirley Jackson: Essays on the Literary Legacy (angol nyelven). McFarland & Company, 1–23. o. (2005. október 5.). ISBN 978-0-7864-2312-5
- Oppenheimer, Judy. Private Demons: The Life of Shirley Jackson. Putnam (1988). ISBN 978-0-449-90405-3
- Shapiro, Laura. Something from the Oven: Reinventing Dinner in 1950s America.
- Shirley Jackson Papers. Library of Congress, Washington, DC

## Fordítás
- Ez a szócikk részben vagy egészben  a   Shirley Jackson című angol Wikipédia-szócikk fordításán alapul.  Az eredeti cikk szerkesztőit annak laptörténete sorolja fel. Ez a jelzés csupán a megfogalmazás eredetét és a szerzői jogokat jelzi, nem szolgál a cikkben szereplő információk forrásmegjelöléseként.